# Steve DeVries
Steve DeVries (* 8. Dezember 1964 in Cincinnati, Ohio) ist ein ehemaliger US-amerikanischer Tennisspieler.

## Leben
DeVries besuchte von 1984 bis 1987 die University of California in Berkeley und wurde in dieser Zeit dreimal in die Bestenauswahl All-American gewählt. Zwischen 1985 und 1987 gehörte er dem US-amerikanischen Junioren-Davis-Cup-Team an. 1987 wurde er Tennisprofi und spezialisierte sich auf das Herrendoppel. Zusammen mit seinem Doppelpartner Chris Kennedy erreichte er in diesem Jahr jeweils das Halbfinale der Challenger-Turniere von Bloemfontein und East London. 1989 konnte er an der Seite von John Sobel seine ersten beiden Titel auf der ATP Challenger Tour erringen, in den zwei darauf folgenden Jahren folgten je zwei weitere Challenger-Doppeltitel mit wechselnden Partnern. 1990 erreichte er mit David Macpherson das Viertelfinale des ATP-Turniers von Montreal. 1991 spielte DeVries zwar weiter auf der Challenger-Tour, wo er mit wechselnden Partnern vier weitere Doppeltitel errang, begann jedoch auch regelmäßig mit David Macpherson auf der ATP World Tour zu spielen. Gemeinsam standen sie zweimal in einem Finale, unterlagen jedoch jeweils.
1992 wurde zu seinem erfolgreichsten Jahr. Mit seinem Doppelpartner David MacPherson gewann er vier ATP-Doppeltitel, darunter das Masters-Turnier von Indian Wells. Beide qualifizierten sich dadurch zur Teilnahme an den ATP World Tour Finals. Im folgenden Jahr standen sie in den Finalbegegnungen der ATP Championship Series-Turniere von Stuttgart und New Haven. Im Laufe seiner Karriere stand er neben seinen vier Doppeltiteln weitere fünf Mal in einem Finale, darunter beim Masters-Turnier von Stockholm. Seine höchste Notierung in der Tennis-Weltrangliste erreichte er 1991 mit Position 221 im Einzel sowie 1993 mit Position 18 im Doppel.
Im Einzel konnte er sich nie für ein Grand-Slam-Turnier qualifizieren. In der Doppelkonkurrenz erreichte er 1991 das Viertelfinale der US Open, bei den Australian Open, den French Open und in Wimbledon stand er jeweils einmal im Achtelfinale.

## Erfolge
| Legende                       |
| Grand Slam                    |
| Tennis Masters Cup            |
| ATP Masters Series (1)        |
| ATP International Series Gold |
| ATP International Series (3)  |
| ATP Challenger Series (11)    |

### Einzel

#### Turniersiege
| Nr. | Datum              | Turnier   | Belag     | Finalgegner  | Ergebnis      |
| --- | ------------------ | --------- | --------- | ------------ | ------------- |
| 1.  | 17. September 1990 | Coquitlam | Hartplatz | Chuck Adams  | 3:6, 7:5, 7:5 |
| 2.  | 20. September 1993 | Fairfield | Hartplatz | Jared Palmer | 6:4, 4:6, 6:2 |

### Doppel

#### Turniersiege

##### ATP Tour
| Nr. | Datum              | Turnier      | Belag     | Partner          | Finalgegner                    | Ergebnis      |
| --- | ------------------ | ------------ | --------- | ---------------- | ------------------------------ | ------------- |
| 1.  | 2. März 1992       | Indian Wells | Hartplatz | David Macpherson | Kent Kinnear Sven Salumaa      | 4:6, 6:3, 6:3 |
| 2.  | 27. April 1992     | Atlanta      | Sand      | David Macpherson | Mark Keil Dave Randall         | 6:3, 6:3      |
| 3.  | 4. Mai 1992        | Charlotte    | Sand      | David Macpherson | Bret Garnett Jared Palmer      | 6:4, 7:6      |
| 4.  | 28. September 1992 | Brisbane     | Hartplatz | David Macpherson | Patrick McEnroe Jonathan Stark | 6:4, 6:4      |

##### Challenger Tour
| Nr. | Datum              | Turnier           | Belag     | Partner             | Finalgegner                   | Ergebnis      |
| --- | ------------------ | ----------------- | --------- | ------------------- | ----------------------------- | ------------- |
| 1.  | 7. November 1988   | Guangzhou         | Hartplatz | John Sobel          | Joseph Russell Andrew Sproule | 7:6, 4:6, 6:4 |
| 2.  | 3. April 1989      | Setúbal           | Hartplatz | Richard Matuszewski | David Felgate Stephen Shaw    | 6:3, 6:1      |
| 3.  | 24. Juli 1989      | Aptos             | Hartplatz | Ted Scherman        | Bryan Shelton Kenny Thorne    | 6:3, 1:6, 6:2 |
| 4.  | 17. September 1990 | Coquitlam         | Hartplatz | Patrick Galbraith   | Otis Smith Roger Smith        | 7:5, 7:5      |
| 5.  | 3. Dezember 1990   | Guam              | Hartplatz | Ted Scherman        | Matt Anger Andrew Castle      | 6:1, 3:6, 7:6 |
| 6.  | 29. April 1991     | Prag              | Sand      | Richard Vogel       | Martin Damm David Rikl        | 2:6, 6:1, 6:4 |
| 7.  | 16. September 1991 | Whistler          | Hartplatz | Patrick Galbraith   | Dave Randall Kenny Thorne     | 6:4, 6:4      |
| 8.  | 23. September 1991 | Bloomfield        | Hartplatz | Matt Lucena         | Doug Eisenman Ted Scherman    | 6:3, 6:4      |
| 9.  | 30. September 1991 | Ponte Vedra Beach | Hartplatz | Kenny Thorne        | Shelby Cannon Roger Smith     | 7:5, 7:6      |

#### Finalteilnahmen
| Nr. | Datum            | Turnier   | Belag       | Partner          | Finalgegner                     | Ergebnis |
| --- | ---------------- | --------- | ----------- | ---------------- | ------------------------------- | -------- |
| 1.  | 3. März 1991     | Rotterdam | Teppich (i) | David Macpherson | Patrick Galbraith Anders Järryd | 6:7, 2:6 |
| 2.  | 20. Oktober 1991 | Lyon      | Teppich (i) | David Macpherson | Tom Nijssen Cyril Suk           | 6:7, 3:6 |
| 3.  | 1. November 1992 | Stockholm | Teppich (i) | David Macpherson | Todd Woodbridge Mark Woodforde  | 3:6, 4:6 |
| 4.  | 1. Februar 1993  | Stuttgart | Teppich (i) | David Macpherson | Mark Kratzmann Wally Masur      | 3:6, 6:7 |
| 5.  | 22. August 1993  | New Haven | Hartplatz   | David Macpherson | Cyril Suk Daniel Vacek          | 3:6, 6:7 |